# Moulins-lès-Metz
Moulins-lès-Metz é uma comuna francesa na região administrativa do Grande Leste, no departamento de Mosela. Estende-se por uma área de 6.98 km², e possui 5.016 habitantes, segundo o censo de 2018, com uma densidade de 720 hab/km².